# ヤン・アクセル・ブロンベルク
ヤン・アクセル・ブロンベルク (Jan Axel Blomberg、1969年8月2日 - )は、ノルウェーヘードマルク県Trysil出身のブラックメタルミュージシャン（ドラマー）。ヘルハマー (Hellhammer)のステージネームで知られる。ヘルハマーのステージネームは、スイスのエクストリーム・メタル・バンド、ヘルハマーに由来する。身長167cm。
主にブラックメタルを中心に非常に多数のバンドに参加し活動している。特に1988年から正式メンバーとなっているメイヘムのドラマーとしても知られている。また、1990年にはアークチュラスをSteinar Sverd Johnsenと共に結成した。アークチュラスは2007年に解散を発表したが、2011年に再結成し活動している。
ドラマーとしての才能は傑出しており、ノルウェーのミュージシャンに贈られる賞「スペルマン賞」、Spellemannprisenを3度受賞している。

## バイオグラフィー

### 若年期
子供の頃、ブロンベルクはサッカーとレスリングに興味があった。当初は、ドラムスにも大した興味はなかったが、音楽に興味を持つようになるにつれ、徐々にドラムスに興味を持つようになった。彼の祖父母が最初3回ドラムセットを贈った。彼は、音楽を聴きながらそれらのドラムセットを演奏し学んだ。そして、アイアン・メイデンやスレイヤーのようなヘヴィメタルバンド、またヘヴィメタルだけではなくデペッシュ・モードやデュラン・デュランのようなバンドでも活動するようになる。そして、ヴェノムやセルティック・フロスト、そしてジャズにも傾倒。これは、昔のドラムの先生からの影響があった。彼は、4ピースジャスキットであった最初のドラムセットで勉強した。

### ミュージシャン
メイヘム加入前、ブロンベルクは様々な地元のバンドで活動していた。それらのバンドの中に、プログレッシヴメタルバンド、Tritonusがある。このTritonusで、Carl August Tidemannと出会っている。Tidemannは後に、アークチュラスやウィンズで共に活動するようになる。アークチュラスでいくつかのライヴをこなして、メイヘムに加入した。この時、メイヘムはドラマーのマンハイムが脱退し、ドラマーを必要としていた。メイヘムに加入してから、ブロンベルクはヘルハマーというステージネームを使うようになった。
メイヘムでの最初のレコーディングは、1989年のコンピレーション・アルバムの2曲、CarnageとThe Freezing Moonである。メイヘムとの最初の主なレコーディングは、1990年のライヴを収録したライブ・アルバム、『Live in Leipzig』である。その後、ヴォーカリストのデッドの自殺とネクロブッチャーの脱退など、メイヘムは様々なトラブルを抱える。ヘルハマーとユーロニモス以外のメンバーが定まらなかったが、1992年秋から、アッティラ・シハーとヴァルグ・ヴィーケネスをセッションメンバーとして、メイヘムでのファーストアルバムのレコーディングを行うが、1993年8月にユーロニモスがヴァルグに刺殺され、メイヘムは解散してしまう。
それらの間の1990年にアークチュラスを結成。このアークチュラスは1987年に結成されたモーテムが基となっている。ただし、モーテムがそのままアークチュラスとなったわけではない。アークチュラスは1991年にEP、『My Angel』をリリースしデビューした。その後ミニアルバム、『Constellation』もリリースしている。
1994年に、解散していたメイヘムをネクロブッチャーと共に再結成。一時、解散説も流れるなど不安定な時期もあったが、現在でも活動を続けている。
更に、1995年にはイモータルのライヴセッションとしてツアーに参加。更に、イモータル最初のPV『Grim and Frostbitten Kingdoms』にも出演している。また、この間に短期間エンペラーに短期間に参加した。更に同年には、アークチュラスの1stアルバム『Aspera Hiems Symfonia』のレコーディング、リリースも行っている。
1997年には、コヴナントに加入。セカンドアルバム『Nexus Polaris』から参加した。コヴナント (Covenant)は1999年にザ・コヴナント (The Kovenant)に名前を変更、音楽性をメロディックブラックメタルからインダストリアル・メタルに転換したが、継続して参加し、『Animatronic』、『S.E.T.I.』に参加した。2003年に脱退した。また、同じく1997年にはアークチュラスのセカンドアルバム『La Masquerade Infernale』がリリースされた。
ブロンベルクは1998年、1999年には、ノルウェーのグラミー賞「スペルマン賞」2度受賞している。これは双方ともコヴナントに対して贈られたものである。彼らはこの2年のベスト・ハードロック・アルバムの賞を受賞した。それらに加えて、セッションにゲストとして参加した。
1998年に、ザ・コヴナントで同僚のナガシュが中心のバンド、トロルに加入。2003年まで在籍した。
2000年には、プログレッシヴメタルバンド、ウィンズを結成し、ミニアルバム『Of Entity And Mind』をレコーディング、翌年にリリースしている。同年にウィンズは、デビューアルバム『Of Entity And Mind』をリリースしている。
2001年、インダストリアルブラックメタルバンド、Mezzerschmittをメイヘムで同僚のブラスフェマーと共に結成している。また、ノルウェーのヘヴィメタルシンガー、ヨルン・ランデのソロプロジェクト、ヨルンに参加。シャイニングにも加入し、2枚のアルバムに参加した。
2004年、アヴァンギャルドメタルバンド、エイジ・オヴ・サイレンスを結成。1枚のアルバムに参加している。また、Antestorにも加入、翌年まで在籍し、1枚のEPとアルバムに参加した。
2005年、Metal: A Headbanger's Journeyで、他のメイヘムのメンバー（ネクロブッチャー、ブラスフェマー）と共にミニインタビューに応じている。また同年から、ニコラス・バーカー脱退後、ドラマーの定まらないディム・ボルギルにセッションで参加。1枚のアルバムと数枚のシングルに参加した。
2007年には、Umoralにも参加。1枚のEPをリリースしている。ブロンベルクもこのようにさまざまなバンドで活動していたが、その他のメンバーも別バンドでの活動が忙しいため、2007年春にアークチュラスが解散する。
2009年には、Eyes of Noctumのアルバム『Inceptum』に参加し、アルバム中の6曲でドラムを演奏している。
また、キーボーディストのアンディ・ウィンターのアルバムにもゲストで参加している。
2011年には、ギリシャのブラックメタルバンド、Lord Impalerのアルバム『Admire The Cosmos Black』に参加した。また、同年には、アークチュラスが復活している。
また、これらのバンド以外にもアルバムなどの音源に参加していなくても、セッションなどで参加したバンドが存在している。

## ディスコグラフィー

### メイヘム (Mayhem)
- Live in Leipzig - (1993)
- De Mysteriis Dom Sathanas - (1994)
- Out from the Dark - (1996)
- Wolf's Lair Abyss - (1997)
- Ancient Skin / Necrolust - (1997)
- Mediolanum Capta Est - (1999)
- Necrolust / Total Warfare (Split with Zyklon-B) - (1999)
- Grand Declaration of War - (2000)
- Live in Marseille 2000 - (2001)
- European Legions - (2001)
- U.S. Legions - (2001)
- The Studio Experience (Box Set) - (2002)
- Freezing Moon/Jihad (Split with Meads of Asphodel) - (2002)
- Legions of War - (2003)
- Chimera - (2004)
- Ordo Ad Chao - (2007)
- Life Eternal - (2009)

### アークチュラス (Arcturus)
- Promo 90 (Demo) - (1990)
- My Angel LP- (1991)
- Constellation MCD/MLP - (1994)
- Aspera Hiems Symfonia - (1996)
- Constellation  - (1997)
- La Masquerade Infernale - (1997)
- Disguised Masters - (1999)
- Aspera Hiems Symfonia/Constellation/My Angel re-release - (2001)
- The Sham Mirrors - (2002)
- Sideshow Symphonies - (2005)
- Shipwrecked In Oslo - (2006)

### エイジ・オヴ・サイレンス (Age of Silence)
- Acceleration - (2004)
- Complications - Trilogy of Intricacy - (2005)

### カーニヴォラ (Carnivora)
- Re-Incarnal - (2006)

### デス・オヴ・デザイア (Death of Desire)
- ANTIhuman - (2012)[7]

### ディム・ボルギル (Dimmu Borgir)
- Stormblåst MMV - (2005)
- In Sorte Diaboli - (2007)

### ザ・コヴナント(The Kovenant)
- Animatronic - (1999)
- SETI - (2003)

#### コヴナント (Covenant)
- Nexus Polaris - (1998)

### Mezzerschmitt
- Weltherrschaft - (2002)

### モーテム (Mortem)
- Slow Death (Demo) - (1989)
- Slow Death EP - (1990)

### Nidingr
- Wolf-Father - (2010)

### シャイニング (Shining)
- Angst, Självdestruktivitetens Emissarie - (2002)
- Dolorian/Shining - (2004)
- Through Years of Oppression - (2004)
- The Darkroom Sessions - (2004)
- The Eerie Cold - (2005)

### トロル (Troll)
- The Last Predators - (2000)
- Universal - (2001)

### Umoral
- 7"  Umoral EP - (2007)

### ウィンズ (Winds)
- Of Entity and Mind - (2001)
- Reflections of the I - (2001)
- The Imaginary Direction of Time - (2004)
- Prominence and Demise - (2007)

### アンテスター (Antestor)
- Det Tapte Liv - (2004)
- The Forsaken - (2005)

### エンペラー (Emperor)
- Live drummer - (1992)[要出典]
- Moon over Kara-Shehr - on the compilation Nordic Metal: A Tribute to Euronymous - (1995)

### イモータル (Immortal)
- Live drummer, Sons of Northern Darkness Tour Part II - (1995)[5]
- Grim and Frostbitten Kingdoms music video - on the Masters of Nebulah Frost video cassette - (1995)

### ヨルン (Jørn)
- Worldchanger - (2001)
- The Gathering - (2007)

### ソーンズ (Thorns)
- Thorns - (2001)

### Tritonus
- Live drummer

### Vidsyn
- On Frostbitten Path Beneath demo - (2004)
- On Frostbitten Path Beneath - (2004)

### ゲスト参加

#### Eyes of Noctum
- Inceptum (tracks 2, 3, 4, 8, 10, 11) - (2009)

#### Fleurety
- Department of Apocalyptic Affairs (track 1) - (2000)

#### Lord Impaler
- Admire the Cosmos Black (all tracks)  - (2011)

#### ウルヴェル (Ulver)
- Souvenirs from Hell compilation (track 1) - (1997)